# Gangnihessou
Gangnihessou var den første af Dahomeys (Benins) tolv traditionelle konger, som måske kan have været Dahomeys regent omkring 1620.
Hans mærker var en gangnihessou-fugl, en tromme, et jagtspyd og et kastespyd.
| Historie | Spire Denne historieartikel er en spire som bør udbygges. Du er velkommen til at hjælpe Wikipedia ved at udvide den. |